# Stańkowa (Petite-Pologne)
Pour l’article homonyme, voir Stańkowa (Basses-Carpates).
Stańkowa est une localité polonaise de la gmina de Łososina Dolna, située dans le powiat de Nowy Sącz en voïvodie de Petite-Pologne.